# Americano Futebol Clube (Maranhão)
Pour les articles homonymes, voir Americano Futebol Clube.
L'Americano Futebol Clube est un club brésilien de football basé à Bacabal dans l'État du Maranhão.